# Esteban González Pons

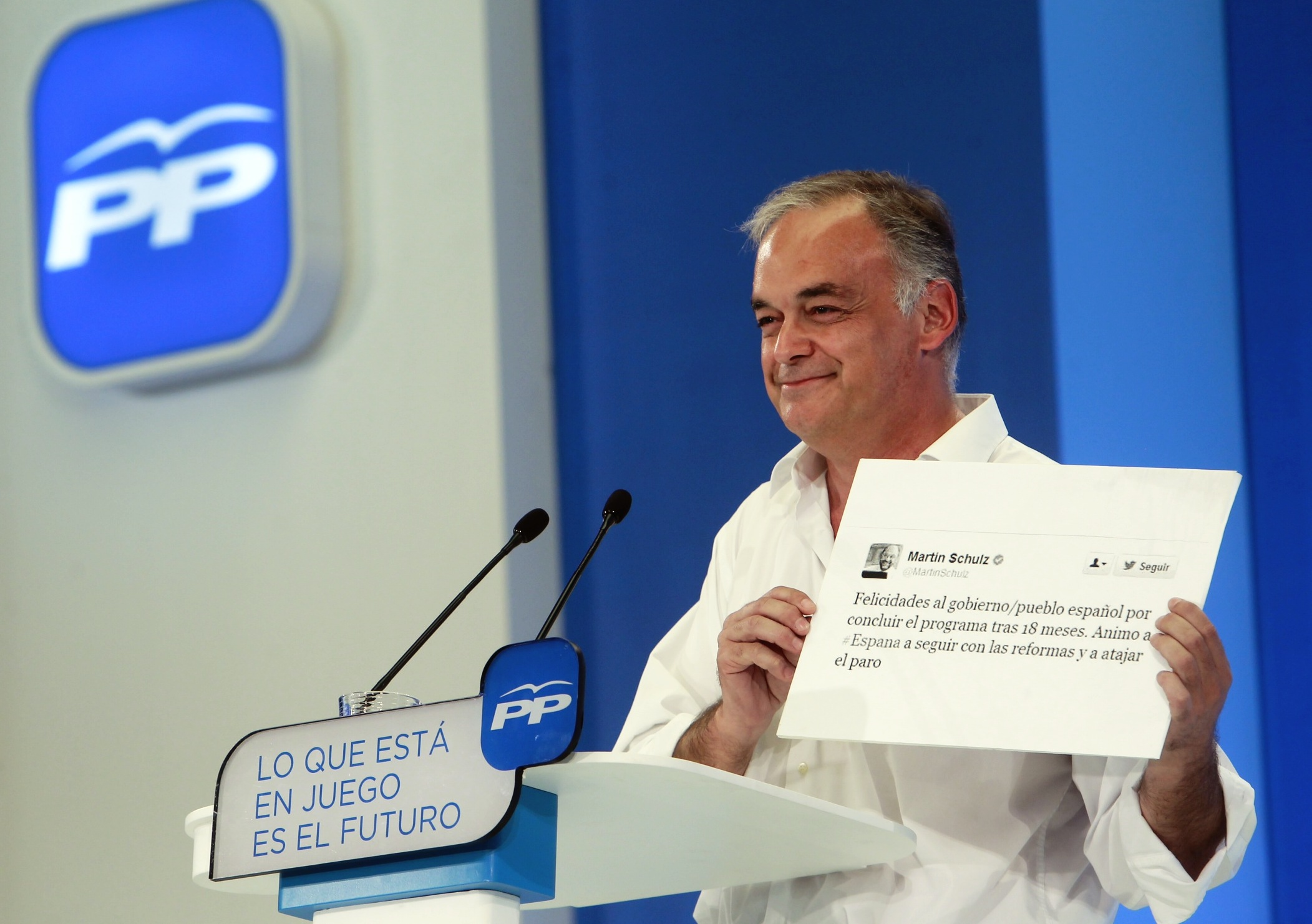
Esteban González Pons (2014)

Esteban González Pons  (* 21. August 1964 in Valencia) ist ein spanischer Politiker der Partido Popular.

## Leben
González Pons studierte Rechtswissenschaften. Er ist als Rechtsanwalt in Spanien tätig. 2008 wurde er Abgeordneter im Congreso de los Diputados. Von 2014 bis 2023 war González Pons Abgeordneter im Europäischen Parlament. Dort war er Mitglied im Ausschuss für konstitutionelle Fragen, in der Delegation für die Beziehungen zu Israel und in der Delegation in der Parlamentarischen Versammlung der Union für den Mittelmeerraum. Bei den spanischen Parlamentswahlen 2023 wurde er ins Unterhaus gewählt. Im Zuge dessen legte er sein Mandat im Europaparlament nieder. Für ihn rückte Ana Collado Jiménez nach.
Er ist verheiratet und hat zwei Kinder.